# 진준택
진준택(陳準鐸, 1949년 5월 17일 ~ )은 전 대한민국의 배구 선수이자 전 인천 대한항공 점보스의 총감독이며, 대한민국 프로농구 전주 KCC 이지스의 선수로 활약했던 진상원(현재 연세대 농구부 코치)의 아버지이기도 하다.
고려증권 배구단 감독을 역임하여 많은 스타 선수들을 양성하였으며, 1998년 고려증권이 IMF 및 모회사의 부도로 해체된 후에는 동해대학교(현 한중대학교)의 교수 겸 감독을 맡기도 했다. 2008년에 인천 대한항공 점보스의 감독으로 취임하여 남자 배구 팀 감독에 복귀했으나, 2009~2010 시즌 중 성적 부진과 건강상의 이유로 일선에서 물러나 신영철 세터 코치에게 감독직을 넘겼다. 이후 총감독 겸 대한배구협회 경기감독관으로 활동했고, 2013년에는 경기운영위원장에 선출되었다.

## 출신학교
- 삼척중학교
- 남산공업고등학교
- 명지대학교

## 경력
- 고려증권 배구단 감독 (1986년 ~ 1998년)
- 인천 대한항공 점보스 감독 (2008년 ~ 2009년)

| 전임 문용관 | 제5대 인천 대한항공 점보스 감독 2008년 - 2009년 | 후임 신영철 |